# Irmgard Schmelzer
Irmgard Schmelzer (geb. Kirchhoff, in zweiter Ehe Hermand; * 19. Juni 1921 in Frankfurt am Main; † 20. September 2002 in Kassel) war eine deutsche Weitspringerin.
Bei den Olympischen Spielen 1952 in Helsinki wurde sie mit 5,90 m Vierte und verpasste Bronze um lediglich zwei Zentimeter.
1952 wurde sie Deutsche Meisterin. Ihre persönliche Bestleistung von 5,94 m stellte sie am 10. August 1952 in Kassel auf.
Die Sportlerin mit dem Spitznamen „Irmel“ startete für den KSV Hessen Kassel.